# Hoe
Hoe puede aludir a varios platos crudos de la cocina coreana. El saengseon hoe (생선회) es pescado o cualquier otro marisco crudo cortado finamente (parecido al sashimi japonés); el yukhoe (육회) es hoe hecho con ternera cruda y condimentado con salsa de soja, aceite de sésamo y vino de arroz; y el gan hoe (간회) es hígado de ternera crudo con una salsa de aceite de sésamo y sal.
El hoe suele mojarse en una salsa picante a base de gochujang llamada chogochujang (초고추장), ssamjang (쌈장), o salsa de wasabi, y se envuelve en lechuga y hojas de perilla coreana. Para dar al hoe un aspecto agradable, se sirve a menudo sobre una masa de dangmyeon (fideos celofán) sin cocinar.
Cuando la gente termina una comida de saengseon hoe en un restaurante, a veces piden maeuntang (estofado de pescado picante, hecho con las cabezas y la carne sobrante del pescado) con verdura variada.

## Historia
Según las Analectas de Confucio, escritas en el siglo I a. C., este dijo: «No rechaces arroz que esté bien limpio; no rechaces kuai que esté cortado fino» (食不厭精，膾不厭細). Aunque el término kuai (膾) aludía originalmente a pescado crudo cortado finamente u otras carnes como las de ternera o cordero, desde las dinastías Qin y Han se ha referido principalmente al pescado crudo. Sin embargo, tras el florecimiento del budismo en Corea desde mediados del periodo hasta finales de la dinastía Goryeo (918–1392), se evitó matar seres vivos, por lo que la costumbre de comer carne en general casi desapareció, y por tanto el consumo de hoe. A medida que la influencia dominante del budismo decayó a finales del periodo Goryeo, el consumo de hoe resucitó. Durante la dinastía Joseon, el estado tuvo en alta estima el confucianismo, y, como se sabía que Confucio disfrutaba comiendo carne cruda, el consumo de hoe se aceptó sin resistencia alguna en esa época.
Por otro lado, el consumo de carne o marisco crudo es raro en la cocina china actual con excepción de unas pocas regiones, como es el caso del yusheng de Chaoshan. Un novelista histórico taiwanés-japonés del siglo XX, Chin Shunshin, especula que el consumo de carne cruda desapareció después de que se extendiera una epidemia al continente en el siglo XI. A la luz de un poema compuesto por Mei Yaochen, un importante poeta de la dinastía Song, que retrata un anfitrión ofreciendo kuai a sus invitados, parece que el consumo de carne cruda prosperó hasta al menos esa época.

## Galería
- Wikimedia Commons alberga una categoría multimedia sobre Hoe.

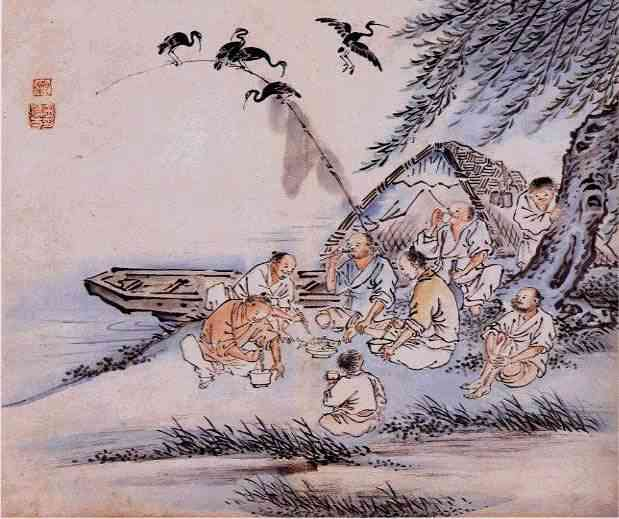
Pintura de principios del siglo XIX, titulada Gangbyeon hoeeum (강변회음) "Comiendo hoe en el río"
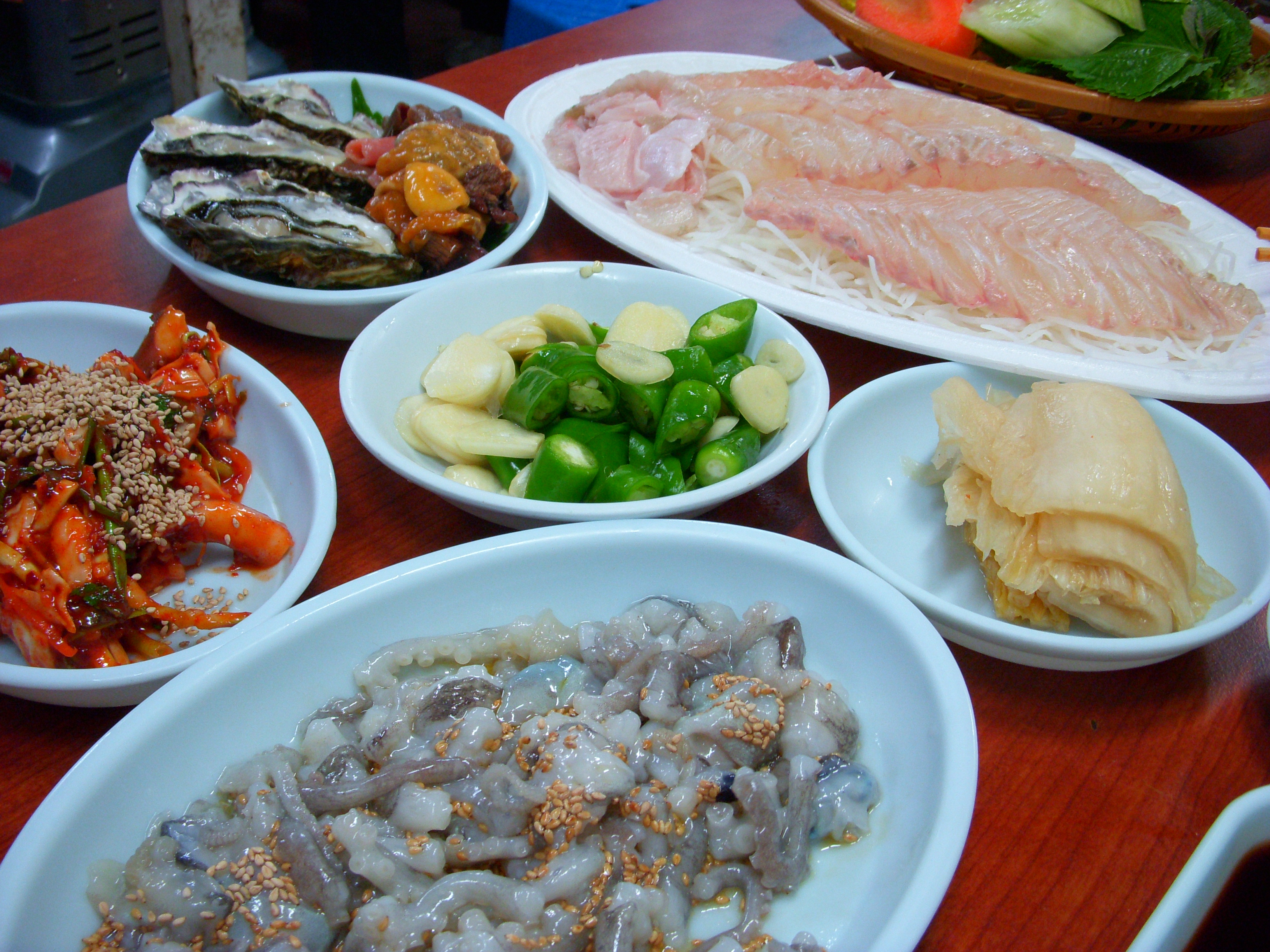
Hoe variado
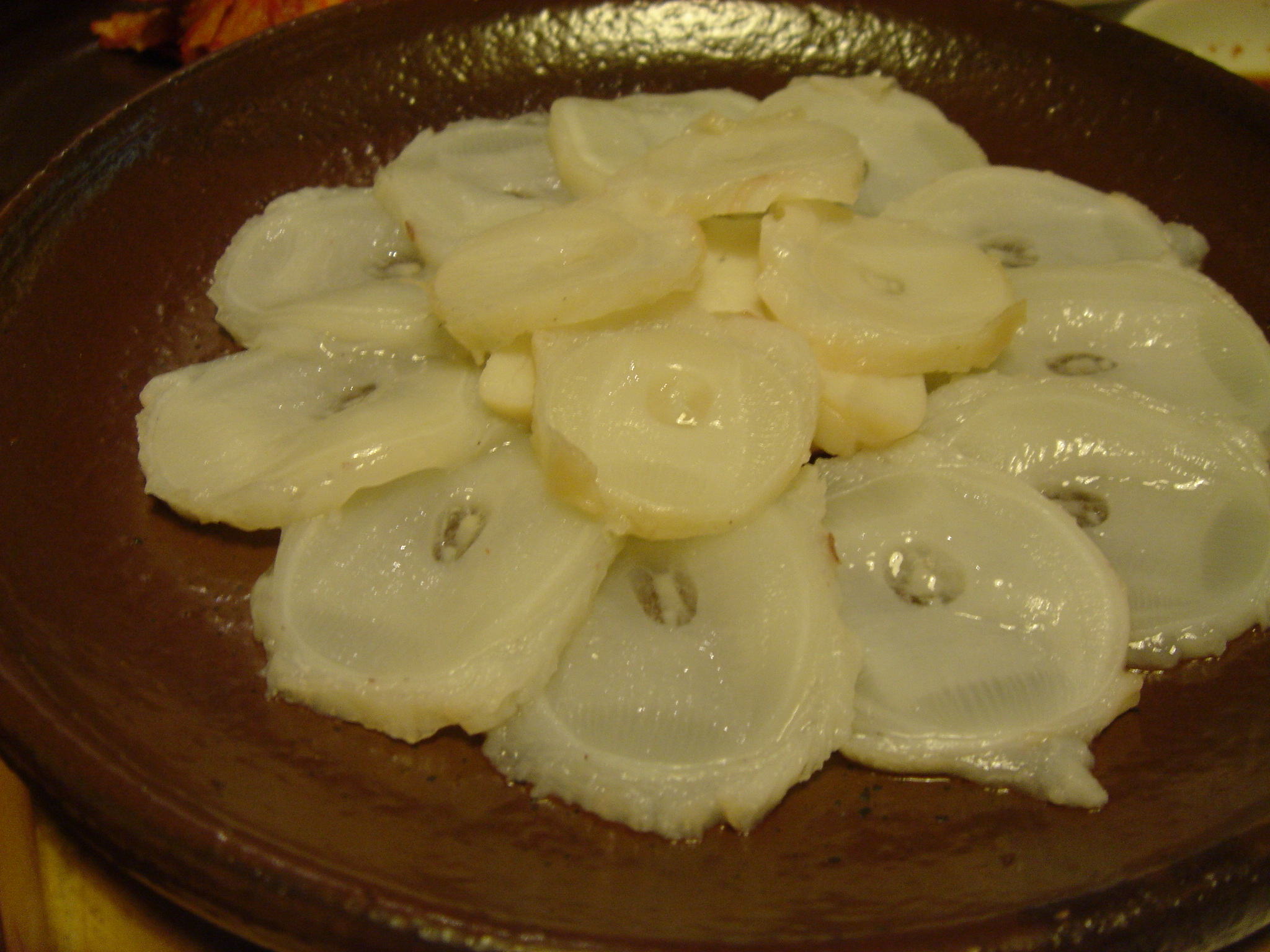
Muneohoe, hoe de pulpo
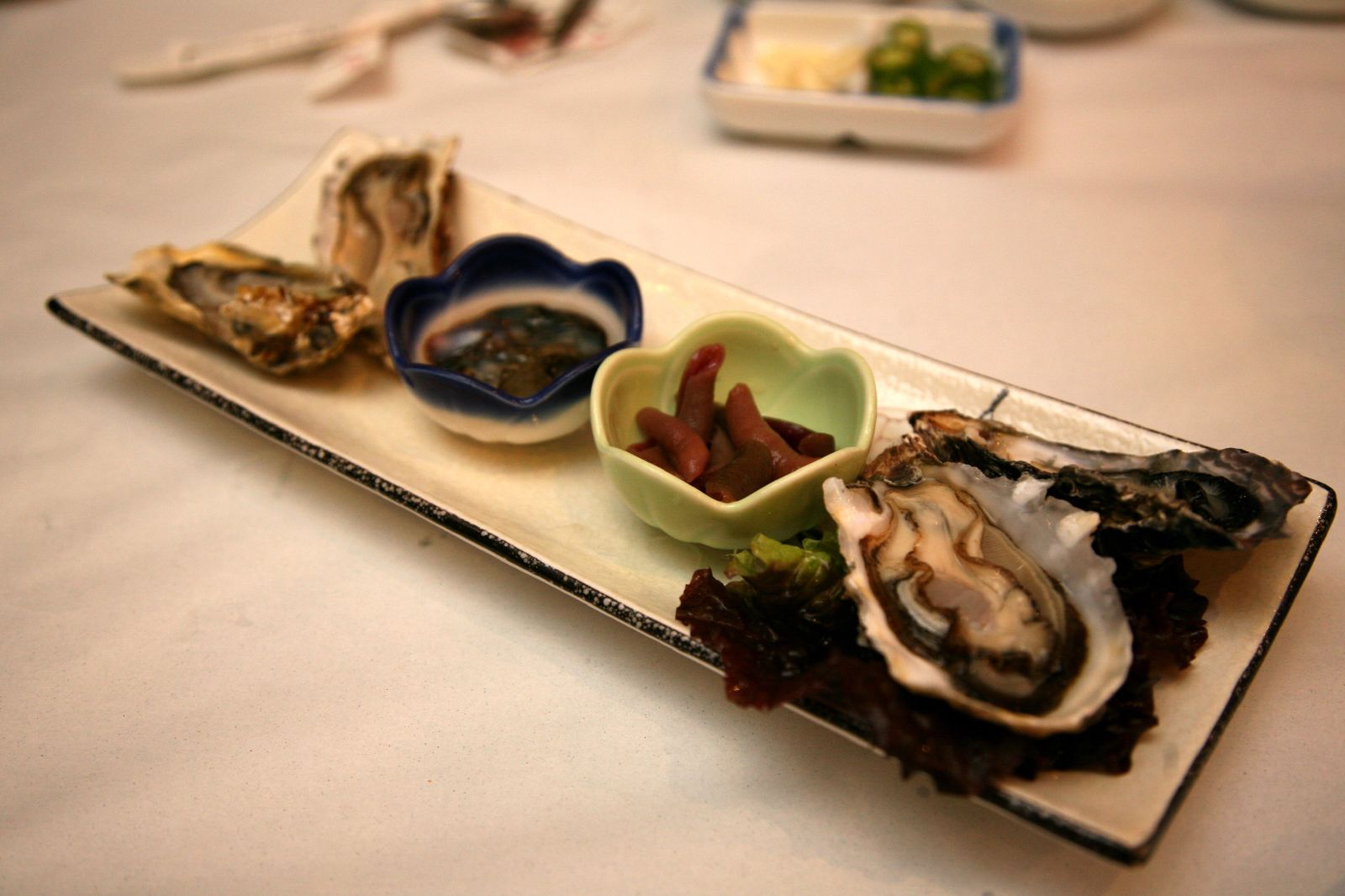
Ggulhoe, hoe de ostras en Busán
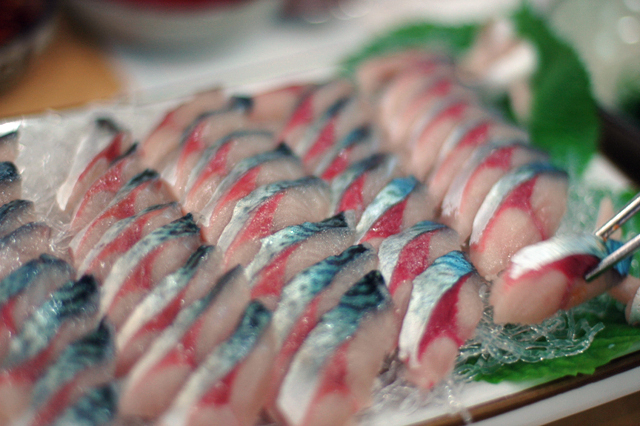
Godeungeo hoe, hoe de caballa
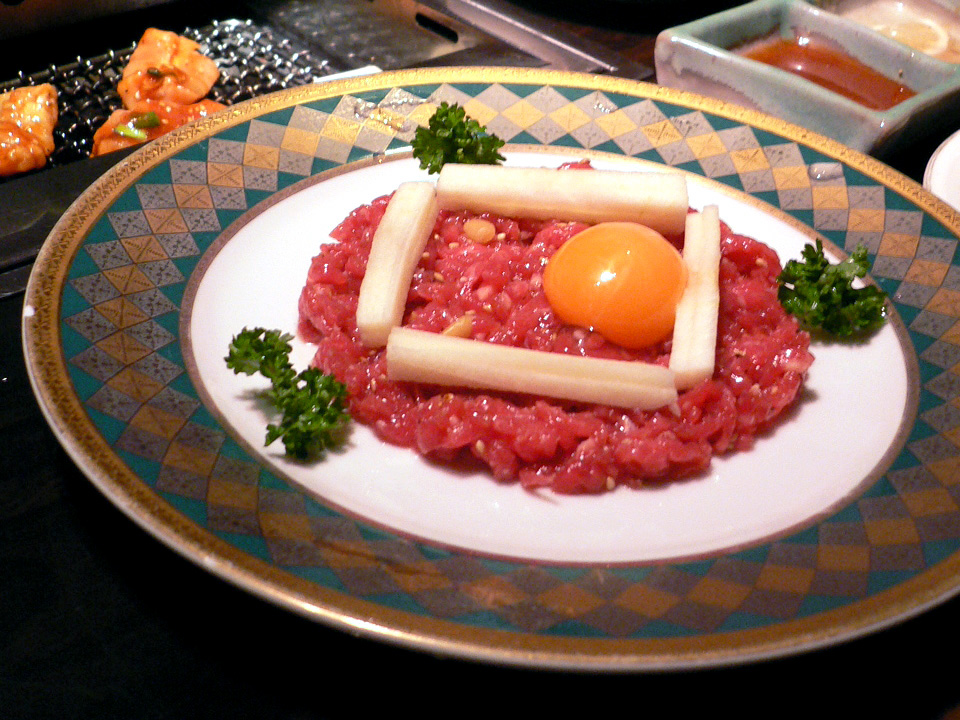
Yukhoe, hoe de ternera parecido al Steak tartar
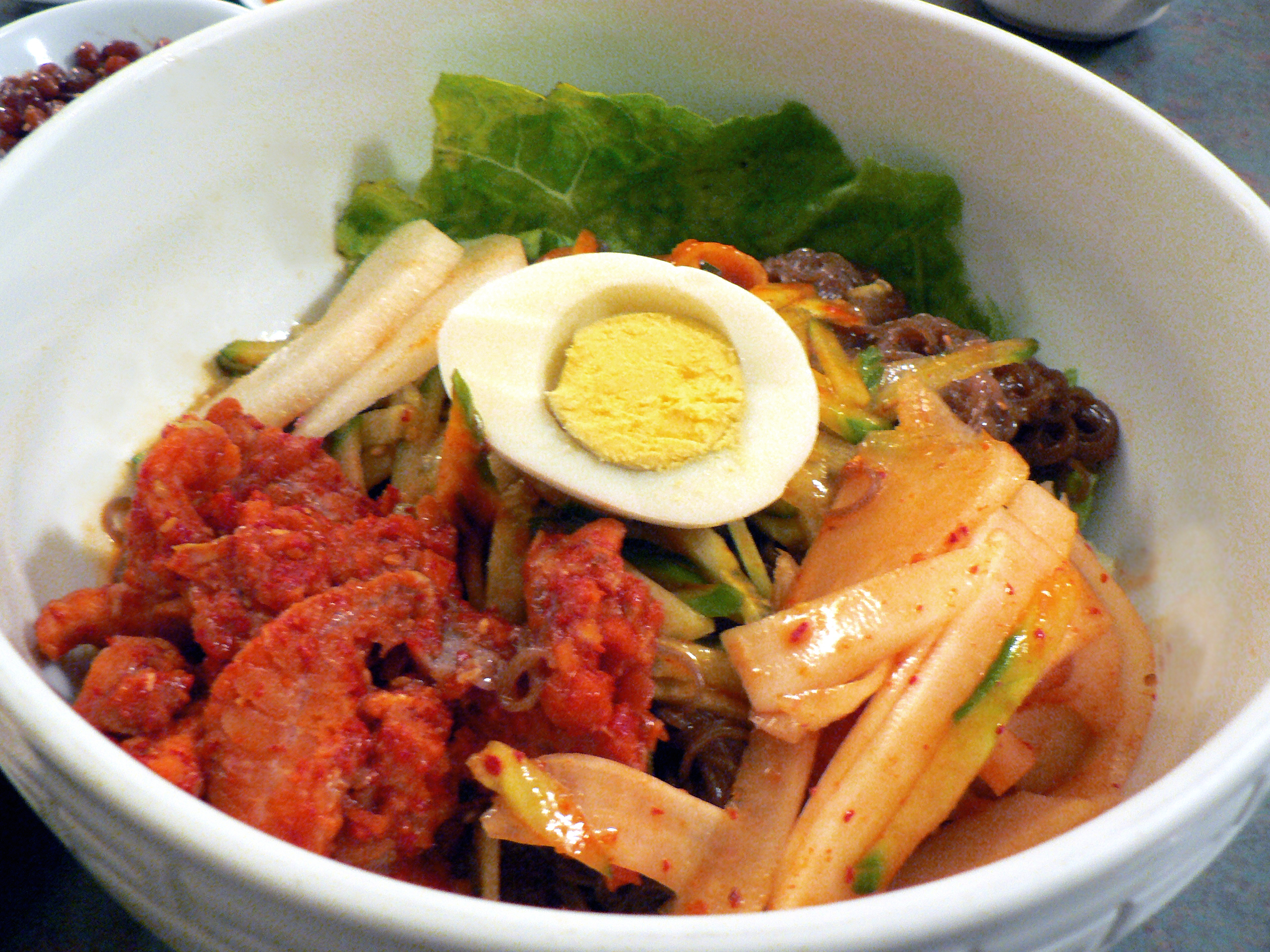
Hoe naengmyeon, una variedad de naengmyeon hecha con hoe
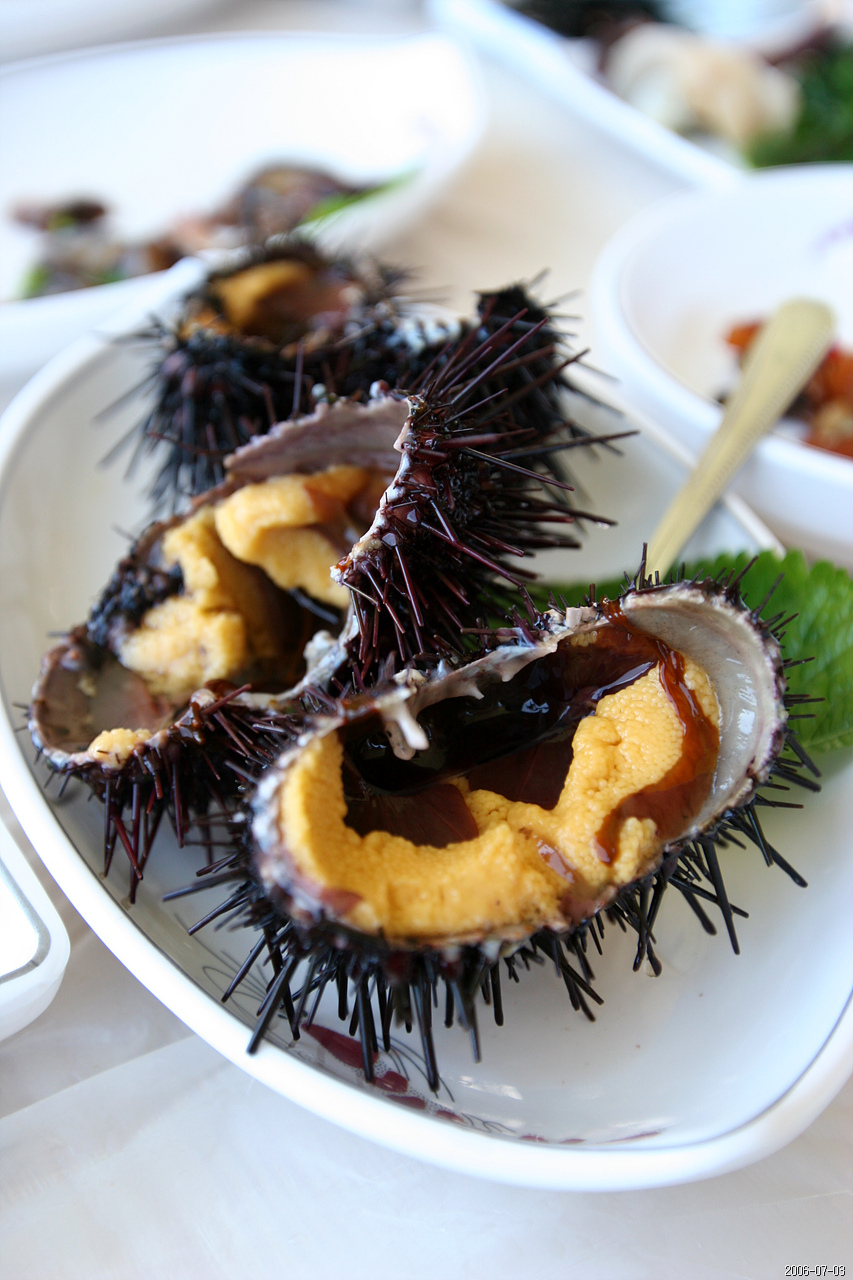
Seongge hoe, hoe de erizo de mar en Sokcho
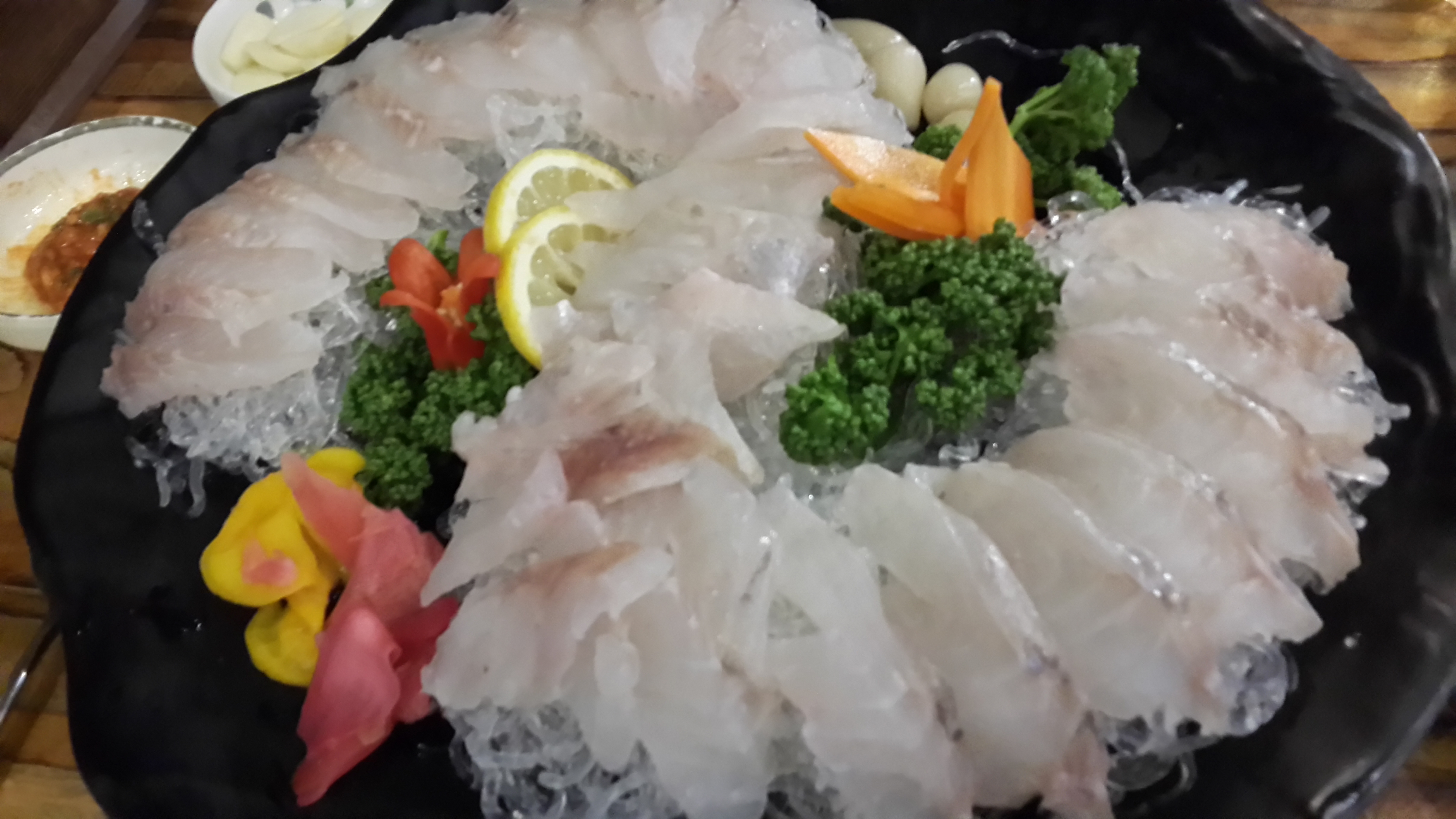
Gwangeo hoe, hoe de flatfish en Seúl.